# 海斯特達爾斯赫格迪峰
61°48′03″N 8°02′11″E / 61.80083°N 8.03639°E

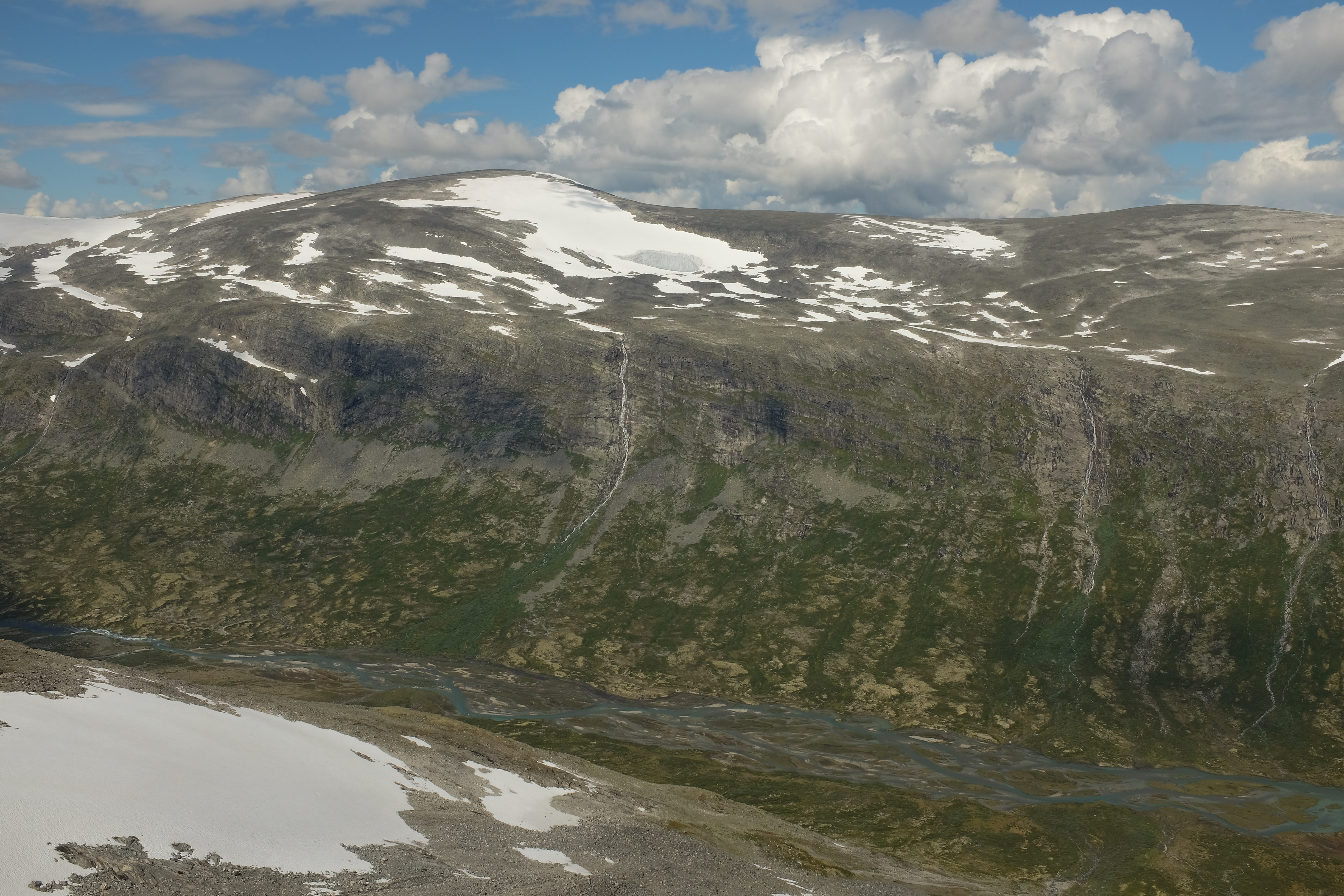

海斯特達爾斯赫格迪峰是挪威的山峰，位於該國東南部內陸郡，處於肖克，距離首都奧斯陸250公里，海拔高度2,091米，受凍原氣候影響。